# جون شيلدز
جون شيلدز (1 فبراير 1882 في المملكة المتحدة - 11 مايو 1960) (بالإنجليزية: John Shields)‏ هو لاعب كريكت بريطاني (وحمل سابقاً جنسية المملكة المتحدة لبريطانيا العظمى وأيرلندا). لعب مع نادي مقاطعة ليسترشاير للكريكت ‏.